# Blowatz
Blowatz est une commune de l'arrondissement du Mecklembourg-du-Nord-Ouest (Land du Mecklembourg-Poméranie-Occidentale).

## Géographie

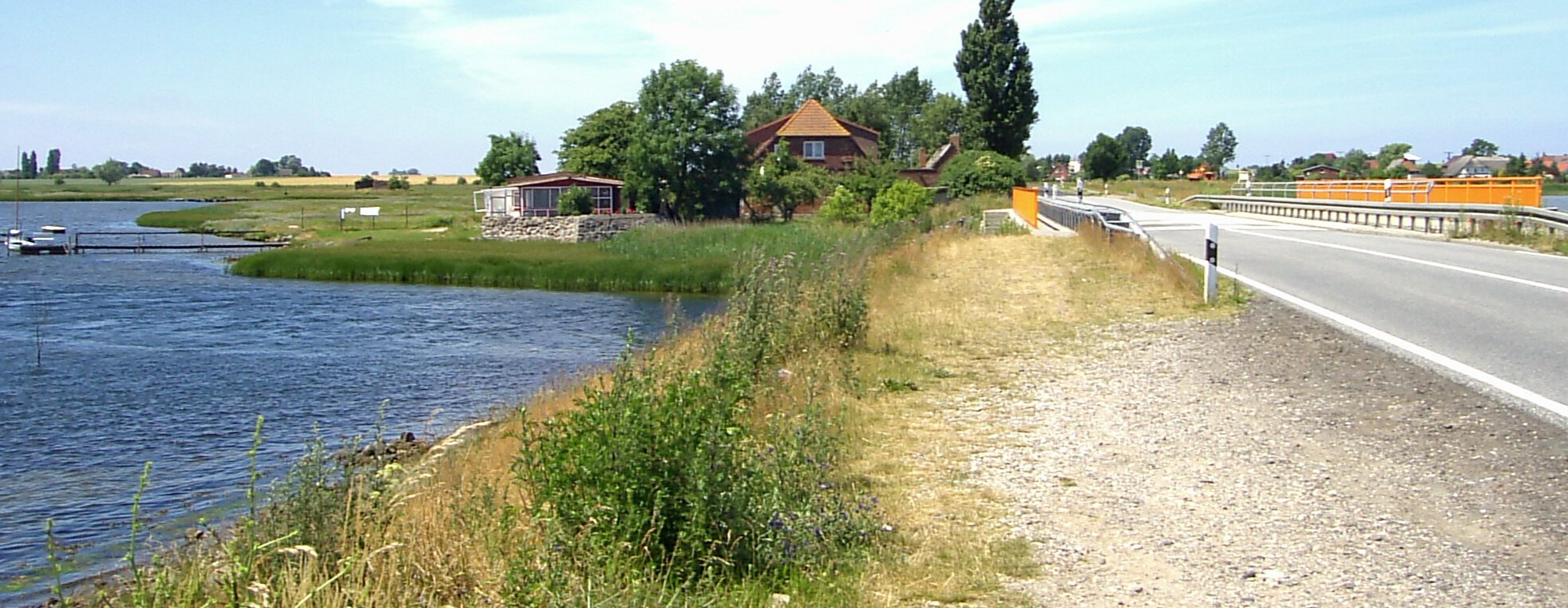
Pont entre l'île de Poel et Groß Strömkendorf

Blowatz se trouve en face de l'île de Poel dont la commune est séparée d'un kilomètre par des lagunes.
La commune regroupe les quartiers de Alt Farpen, Damekow, Dreveskirchen, Friedrichsdorf, Groß Strömkendorf, Heidekaten, Robertsdorf, Wodorf.

## Histoire
Au VIIIe et IXe siècles, des Abodrites s'installent où se trouvaient auparavant des Francs, des Frisons, des Saxons et des Scandinaves, au cœur de Reric. Des fouilles récentes ont montré qu'il y avait un commerce à Groß Strömkendorf dans la baie de Wismar.

## Monuments

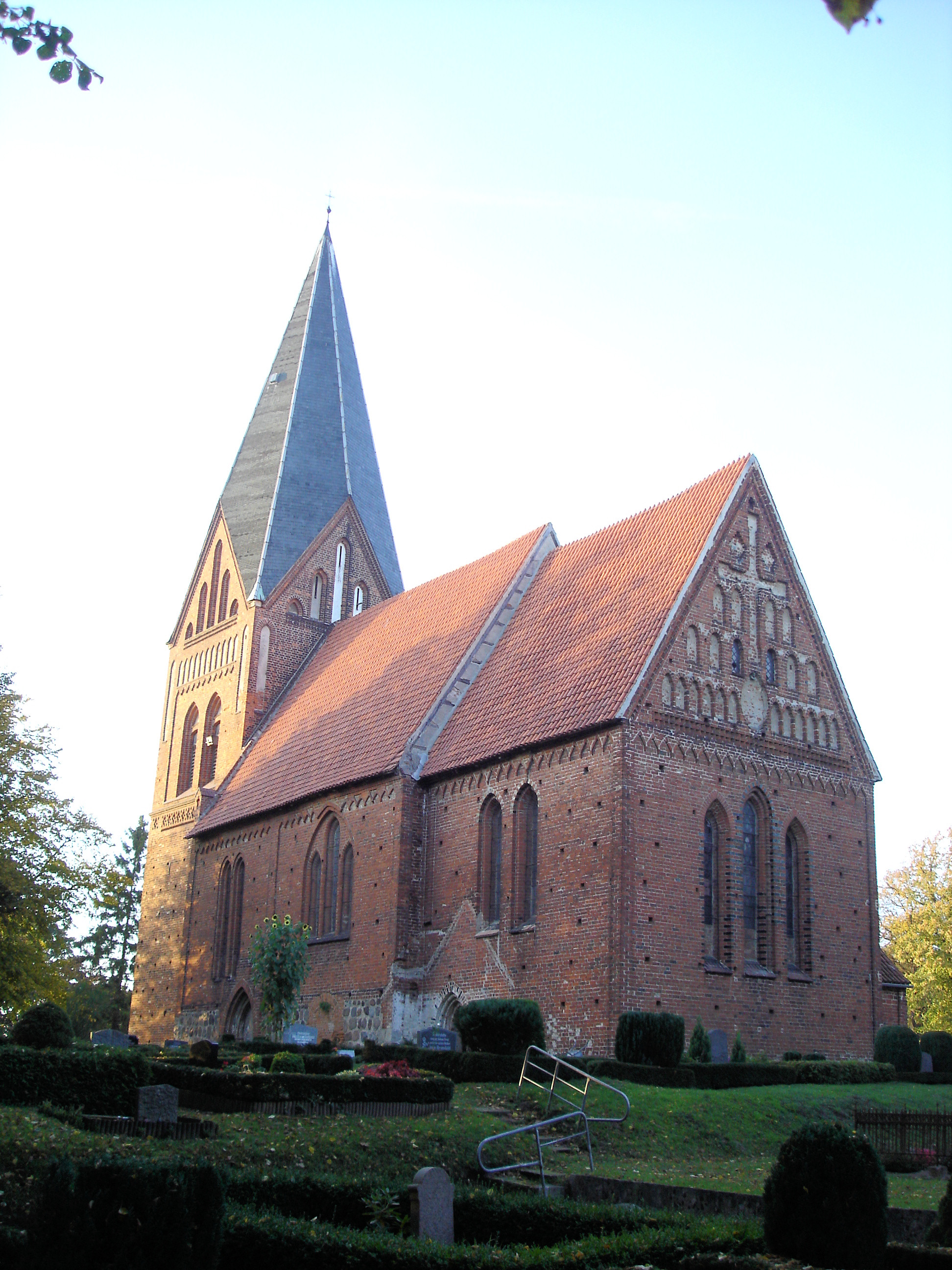
Église de Dreveskirchen

- L'église de Dreveskirchen et son orgue baroque (1754).

## Infrastructure
Blowatz se situe près de la Bundesstraße 105 entre Wismar et Neubukow. Le pont pour rejoindre l'île de Poel est à Groß Strömkendorf.

## Source, notes et références
- (de) Cet article est partiellement ou en totalité issu de l’article de Wikipédia en allemand intitulé « Blowatz » (voir la liste des auteurs).